# Сабя
 Тази статия е за класическото оръжие.  За спортното оръжие вижте Сабя (фехтовка).  
Сабя (на английски и на френски: sabre; на руски: сабля; на полски: szabla; на унгарски: szablya) е разновидност на меча, представляваща дълго хладно оръжие, което обикновено се държи с една ръка и има извито и заточено само от едната страна острие.
Исторически сабите възникват сред степните конни народи на Средна Азия и Източна Европа към 8 век. Типът им постепенно се разпространява и става обичаен за регионите на Индия, Персия и Близкия изток. От 17 – 18 век навлизат и във всички видове и родове на модерните армии, като до повсеместното им снемане от въоръжение през 20 век се превръщат в едни от най-масово използваните бойни хладни оръжия. В наши дни имат ограничена церемониална употреба.
Сабята е своеобразен връх в развитието на кавалерийското хладно оръжие, използвано от конните народи на Евразия. В своята класическа форма, тя се появява за пръв път на историческата сцена заедно с източноевропейските номади през VII-VIII век. В технологично отношение и от функционална гледна точка обаче, появата на сабята има дълга предистория и е резултат от взаимовлияние между различни направления в развитието на хладното оръжие и концепциите за водене на конен бой.
По своята същност, сабята представлява хладно оръжие, чийто главна  особеност е наличието на извито, едностранно източено острие , в определени случаи двустранно източено при върха. Извивката на острието от своя страна обуславя сечащ удар, което е и нейна главна функционална особеност. Типологично определящи особености при сабите са наличието на права или наклонена спрямо оста на клина ръкохватка, степен на извивката на острието , едноостра или двуостра бойна част (перо) при върха на клина, наличие или отсъствие на разширение (елман) в същата област, форма на върха и др.
Първите прави или слабо извити хладни оръжия, от територията на Източна Европа, които могат да претендират за правото да се нарекат саби или поне протоформи на същата, са образците от погребалния комплекс, открит по левия бряг на Днепър в близост до с. Вознесенка и сходните им оръжия от синхронните комплекси Перешчепино, Глодо́си, Гладковка (Келегей) и Макуховка от последната четвърт на VII век.

## Технология на изработка
Първите саби са атрибут на богатите и знатни войни и затова по правило са били инкрустирани със злато и сребро. Остриетата са произвеждани по сложна многослойна технология, характерна и за скъпите мечове и включва заварка на железни и стоманени пластини. През XII—XIII веков, сабите стават масово оръжие и това налага опростяване на технологията. В ислямските страни са изработвани от навъглеродени заготовки като резултат на многократно закаляване те получават добро съчетание ва твърдост и жилавост и края на острието става особено твърдо.

## Видове саби
- Ранносредновековна българска сабя от Върбица (възстановка)
- Индийски талвар
- Афганистански пулвар
- Персийски шамшир
- Османски калъч
- Османски ятаган
- Полска карабела
- Кавказка шашка
- Руска шашка
- Британски полицейски кътлас
- Френски абордажен кътлас 1833 г.
- САЩ, артилерийска ок. 1810 г.
- САЩ, кавалерийска 1858 г.
- Герб на Финландия
- Герб на Саудитска Арабия